# Estación Francisco Álvarez
Francisco Álvarez es una estación ferroviaria de la localidad homónima, partido de Moreno, Provincia de Buenos Aires, Argentina.

## Servicios
La estación corresponde a la Línea Sarmiento de la red ferroviaria argentina, en el servicio diésel que conecta las terminales Moreno y Mercedes. De esta manera, se hace posible la conexión entre el servicio eléctrico proveniente de Estación Once de Septiembre,  haciendo transbordo en la cabecera terminal del mismo,  ubicada en Moreno (Buenos Aires) con el servicio diésel, que corre hasta la localidad de Mercedes (Buenos Aires) y que pasa por la estación en cuestión.

## Historia

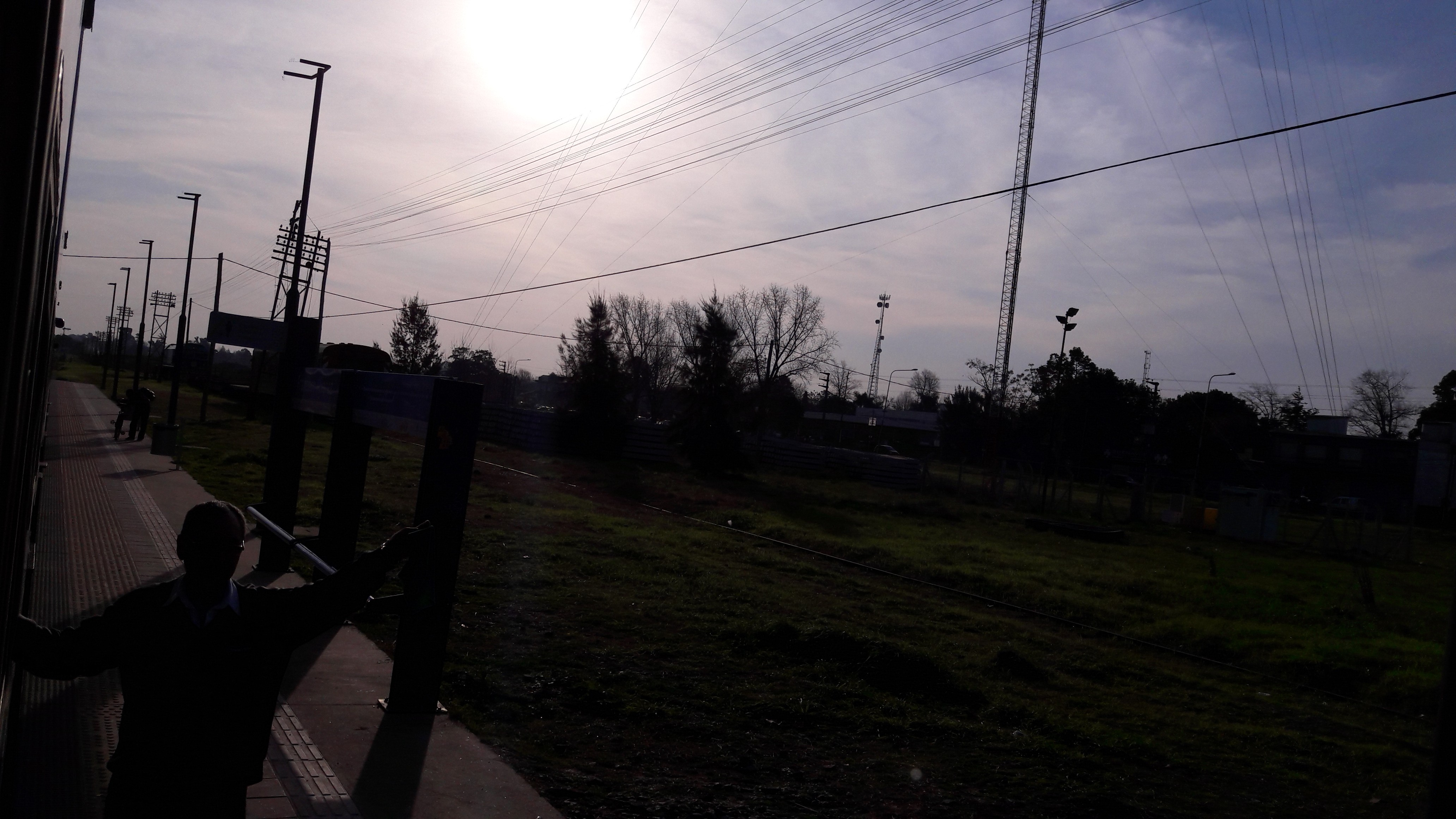
Atardecer en la estación.

La habilitación de la estación ferroviaria se produjo el 23 de enero de 1923.
A partir del año 2015, en el marco de los proyectos de reactivación ferroviaria en el país, se impulsa la renovación del andén 1 y 2 de la estación, incluyendo refugios y baldosas guías para personas con discapacidad, además de la iluminación de la zona, la construcción de rampas para personas con capacidad reducida y refugios con luz led e indicaciones al pasajero/a, la renovación de la antigua sala de operaciones de la estación (inactiva), la instalación de indicaciones impresas y de decoración propia del ámbito ferroviario con el eslogan de Trenes Argentinos y la renovación de vías y durmientes. 
En la actualidad, a pesar de la renovación, la parada (como así también las del ramal) presentan cierto estado de abandono. La iluminación led de los refugios y los postes no fue instalada ni activada, la maleza de la vegetación tomó parte de los andenes y los graffittis dañan la infraestructura. El panorama se ajusta con el del pueblo, que también sufre un notorio abandono producto a la ausencia de gestión por parte de la Municipalidad de Moreno en la zona.
Al no tener carácter de estación (la cual goza de baños y demás servicios públicos), la circulación de personas solo se da cuando el tren arriba al andén y en horarios previos a este en las esperas del mismo. Tal vez esta sea la razón de la reciente problemática.